# Google Programmable Search Engine
Google Programmable Search Engine (trước đây gọi là Google Custom Search và Google Co-op) là một nền tảng được cung cấp bởi Google cho phép các nhà phát triển web có thông tin chuyên ngành trong tìm kiếm web, tinh chỉnh và phân loại các truy vấn và tạo ra các công cụ tìm kiếm tùy chỉnh, dựa trên Google Search. Dịch vụ này cho phép người dùng thu hẹp 11,5 tỷ trang web được lập chỉ mục xuống một nhóm trang chuyên đề liên quan đến nhu cầu của người sáng tạo. Google ra mắt dịch vụ vào ngày 23 tháng 10 năm 2006.